# Brigada Escorpión
Brigada Escorpión fue una serie de televisión chilena de género policial y suspense, producida por Nuevo Espacio Producciones para Televisión Nacional en 1997. Fue adaptada por Gerardo Cáceres, a partir de casos reales, por el escritor Roberto Ampuero. La serie fue protagonizada por Luis Alarcón, Patricia Rivadeneira, Álvaro Escobar y Ximena Carrera.

## Argumento
Realizada en formato de cine, Brigada Escorpión narra las aventuras de un comando de investigaciones que, bajo las órdenes del comisario Marín, resuelve, desde el anonimato, intrincados casos criminales. Este grupo de policías conforman una brigada secreta dentro de la institución, cuya misión principal es dilucidar casos que tienen un rango especial dentro del mundo delictual.
Encabezada por el comisario Anselmo Marín (Luis Alarcón), esta brigada la conforman: la inspectora Isabel Bassi (Patricia Rivadeneira), el detective Ignacio Lobos (Álvaro Escobar) y la aspirante Begoña Correa (Ximena Carrera).
A través de la infiltración, los integrantes de la Brigada Escorpión, se mimetizan dentro de los diferentes submundos donde el peligro y la corrupción están a la orden del día. Por ello, no es extraño ver al detective Lobos vestido como un torpe obrero, a la Inspectora Bassi como una sofisticada prostituta o a Marín como un perezoso taxista. La investigación de importantes secuestros, casos internacionales de tráfico de drogas, extraños homicidios y grandes estafas, son objetivos recurrentes de esta Brigada cuyo sello es el Escorpión.

## Protagonistas
- Comisario Anselmo Marín (Luis Alarcón): 50 años, Jefe de la Brigada Escorpión. Hombre fornido y vital. Metódico y reflexivo. Disciplinado y meticuloso, aunque tolerante. Casado con una Adela (Coca Rudolphy), una psicóloga, con quien comparte su mayor pasión: el tango. Conocido y respetado dentro del mundo policial, no queda exento de las envidias de algunos de sus colegas o los rencores de los más peligrosos hampones. Su máxima es: "Investigar para detener y no detener para investigar".
- Inspectora Isabel Bassi (Patricia Rivadeneira): 35 años, estudió 2 años Biología, lo que le permitió especializarse en esta materia dentro de Investigaciones. Atractiva, tenaz e inteligente, Bassi es una mujer valerosa, que no se achica ante nada, que ha tenido que hacerse respetar como mujer policía, dentro de un mundo donde el machismo impera. Separada de Alberto (Alex Zisis), un ingeniero comercial, una de sus mayores preocupaciones es Albertito (Diego Polanco), su hijo de 9 años, con quien comparte sus pocos ratos libres. Razón por la que debe luchar para conservar la tutela de su hijo.
- Detective Ignacio Lobos (Álvaro Escobar): 25 años, especializado en computación. Criado en un hogar de menores, ve con ojos de padre al comisario Marín. Tremendamente impulsivo, más de alguna vez usará primero la fuerza ante la razón. Lobos es un joven que goza mucho con las infiltraciones en cada caso. Gusta de estar al filo del peligro, tomándose cada momento como un aporte a su astucia y su curriculum, que le llevará a ser un gran policía, como aquellos que salen en televisión.
- Aspirante Begoña Correa (Ximena Carrera): 21 años, hija de un subcomisario influyente dentro de la policía (razón por la cual se convirtió en la secretaria-aspirante personal de Marín). Sensible y tierna, es el personaje que le da un toque humano a esta Brigada, no dejando a un lado eso sí, el rigor y la fuerza necesaria para convertirse en la cuarta integrante de este grupo policial.

## Elenco
Principales
- Luis Alarcón como Anselmo Marín.
- Patricia Rivadeneira como Isabel Bassi.
- Álvaro Escobar como Ignacio Lobos.
- Ximena Carrera como Begoña Correa.

Secundarios
- Solange Lackington como Soledad García.
- Tennyson Ferrada como Sub Comisario Cortés.
- Jaime Vadell como Alberto Rodríguez Díaz.
- Coca Rudolphy como Adela Vidal.
- Maité Fernández como Madre de Isabel.
- Nicolás Saavedra como Chico Caras.
- Humberto Piemonte como Calixto Marín.
- Diego Polanco como Albertito Rodríguez Bassi.

## Participaciones
Capítulo 1: Muerte por encargo
- Gloria Laso como Marta Contreras.
- Sebastián Vila como Enrique Álvarez.
- Alberto Zara como Segundo "El Cojo".
- Sergio Madrid como Américo Lynch.
- Otilio Castro como Carvajal.
- Samuel Guajardo como Fotógrafo de "Vox Populi".
- Íñigo Urrutia como Amante de Soledad.
- Jimena Sáez como Yolanda.
- Rafael Ahumada como Humberto Zavala.
- Muriel Cornejo como Hermana de Humberto.
- Bárbara Martini como Rosa.
- Nelson Polanco como Cuidador de autos.
- Angélica Martínez como Cuidadora de Albertito.
- Paula Leoncini como Mujer de la droga.
- Gustavo Castillo como Hombre de la droga.
- Pablo Chuyín como Chofer de furgón.
- Paulina Chamorro como Vendedora.
- Pedro Castellano como Detective (texto).

Capítulo 2: La huella
- Aldo Parodi como J. Arenas Palma, "El Conejo".
- Nelson Villagra como Julio Armijo Arancibia. "El Chino".
- Roxana Campos como Nilda.
- Jorge Sepúlveda como Esteban Lorca.
- Amparo Noguera como Angélica Sepúlveda.
- José Martín Jara como Arturo, vendedor de diarios y testigo.
- Mauricio Bustos como Hombre del dedo cortado.
- Galut Alarcón como Comisario Marín (joven).
- Rodolfo Cepeda como Asaltante de Marín 1.
- Arturo Soto como Asaltante de Marín 2.
- Elwin Venegas como Asaltante de Marín 3.
- Francisca Van Yurick como Chica Punk.
- Yasna González como Prostituta (texto).
- Verónica Ramírez como Prostituta (texto).
- Roxana Morales como Margarita.
- Francisco Araya como Raulito.
- Camilo Gutiérrez como Marquitos, hijo de Nilda y "El Conejo".
- Irina Gallardo como Prostituta 1.
- Adriana Olgui como Prostituta 2.
- Carlos Fuenzalida como Detective (texto).

Capítulo 3: Tiffany
- Coca Guazzini como Tiffany Valdés.
- Juan Falcón como Kostas.
- Pedro Vicuña como Juan Eduardo Guevara, abogado de Tiffany.
- Jorge Gajardo como Inspector Tamayo.
- Sergio Hernández como Renato Armas.
- Roberto Ampuero como Raimundo.
- Rosita Parsons como Mujer.
- Paola Lara como Secretaria del Colegio Jerusalén.
- Ives Regard como Pierre Leroix.
- José Segobia como Traficante.
- Roberto Pérez como Mayordomo de Tiffany.
- John Lowe como Guardaespaldas.
- Juan Canales como Taxista asaltado.
- Claudia Hidalgo como Funcionaria del Registro Civil.
- José Pizarro como Anciano del hotel.
- Jorge Benítez como Chofer de Raimundo.
- Alberto Navarrete como Prefecto (voz).

Capítulo 4: El contador sabe demasiado
- Omar López como Contador.
- Rodrigo Gijón como Burrito.
- Delfina Guzmán como Dorita Escobar.
- Jaime Azócar como Rubén / Demetrio Ledezma.
- Jorge Gajardo como Inspector Tamayo.
- Fernando Castillo como Mono.
- Álvaro Espinoza como Jimmy.
- Paulina García como Marcia, prima de Isabel.
- Max Corvalán como Mayordomo.
- Víctor Meigg como Vecino.
- Enrique Madiña como Cajero de la fuente de soda.
- Paula Leoncini como Mujer del Mono.
- Vittorio Yaconi como Taxista.
- Nelson Polanco como Travesti.
- Rodrigo Díaz como Detective 1.
- Gabriel Araya como Detective 2
- Irina Gallardo como Mujer de la boite 1.
- Adriana Olgui como Mujer de la boite 2.

Capítulo 5: La niña NN
- Nelson Villagra como Alfonso Ubilla.
- Maricarmen Arrigorriaga como Consuelo.
- Trinidad González como Josefina Ubilla.
- Valeria Correa como Gina Tapia Tapia.
- Marcelo Gaete como Jorge Robles Casanova.
- Sebastián Vila como Cristián Robles.
- Soledad Henríquez como Mariluz.
- Patricia Becerra como Simona.
- Luz Faunes como Berta Tapia González.
- Adolfo Henríquez como Conserje.
- Claudia Hidalgo como Mucama del Hotel Mediterráneo.
- Tamara Acosta como Melany.
- Francisca Gavilán como Nina.
- Alessandra Guerzoni como Gina.
- Ramón Llao como José Luis.
- Rodrigo Díaz como Detective corpulento.

Capítulo 6: Muerte en Departamento piloto
- Silvia Maloca como Cecilia Urmeneta.
- Edgardo Bruna como Leyton.
- Bárbara Martini como Rosita.
- Víctor Rojas como Patrón de la tanguería.
- Mariana Prat como Nelly.
- Erto Pantoja como Pablo Moya.
- Claudio Valenzuela como Juan Luis Araya.
- Rodolfo Bravo como Luis "Lucho" Alonso.
- Nelson Polanco como Nochero.
- Hugo Medina como Horacio Luna.
- Maggie Lay como Prostituta 1.
- Irina Gallardo como Prostituta 2.
- Romina Muratori como Prostituta 3.
- Carolina Morales como Prostituta 4.
- Alberto Navarrete como Prefecto (voz).

Capítulo 7: El pequeño asesino
- Tichi Lobos como Ronco.
- Samuel Guajardo como Fotógrafo.
- Sigrid Alegría como Susana.
- Tatiana Molina como Maggi.
- Francisca Van Yuric como Rita.
- Ernesto Merino como Guatón.
- Adriana Olguín como Bailarina de fondo.
- Macarena Darrigrandi como Bailarina (texto).
- Yoya Martínez como Vecina.
- Vittorio Yakoni como Inspector Municipal.
- Raquel Grandón como Madre de Susana.

Capítulo 8: La venganza del conejo
- Aldo Parodi como J. Arenas Palma, "El Conejo".
- Loreto Valenzuela como María Elvira Theodorakis Novoa.
- Roxana Campos como Nilda.
- Patricio Strahovsky como Petric.
- María Cánepa como Josefina Novoa, madre de María Elvira.
- Oliver de la Parra como Gordo.
- Francisco Melo como Félix Montero.
- Jaime McManus como Severino.
- Camilo Gutiérrez como Marquitos Arenas, hijo de Nilda y "El Conejo".
- Rodrigo Díaz como Detective corpulento.
- Alberto Navarrete como Prefecto (voz).

Capítulo 9: El secuestro
- Alejandro Castillo como Freddy Santisso / Ricky Santoro / Johnny San Marcos.
- Julio Jung como Jaime Berlanga.
- Tony Salup como Polo.
- Sandra Solimano como Sofía.
- Andrea Martínez como Ximena Berlanga.
- Pablo Striano como Molina.
- Soledad Pérez como Secuestradora de Ximena.
- Malcolm Coad como Propietario de la casa que arriendan los secuestradores.
- Max Corvalán como Conserje.
- Denise Nazal como Secretaria de David.
- Carlos Genovese como David Kleim.

Capítulo 10: Escorpión en peligro
- Otilio Castro como Carvajal.
- Felipe Ríos como "El Rocío" Cisternas.
- Fernando Gómez Rovira como Luis "Luchín" Carvajal.
- Malucha Pinto como Bárbara.
- Rodolfo Pulgar como Tulio Cisternas, "El Pulento Tulio".
- Francisca Gavilán como Joana.
- José Soza como Ángel Tolosa.
- Mauricio Bustos como Delincuente.
- Rosa Ramírez como Marjorie.
- Joan Bustos como Grandote.
- Yusef Rumie como Piojo.
- Luz Valdivieso como Polola de "Luchín".
- Denise Nazal como Enfermera (texto).
- Rodrigo Díaz como Detective (texto).

Capítulo 11: Suficientes razones para matar
- Rodolfo Bravo como Luis "Lucho" Alonso del Tránsito Soto.
- Claudia Di Girólamo como Jacqueline Gómez.
- Felipe Mujica como Rafael Parraguez.
- Jorge Gajardo como Inspector Tamayo.
- Jaime Vadell como Werner Kinsky.
- Paulina García como Marcia.
- Tony Salup como Rubén.
- Sergio Madrid como Américo Lynch.
- Nicolás Huneeus como "Taza" Díaz.
- Marcelo Romo como Laureano Soler, "Boca Negra".
- Miguel Stuardo como Echaurren.
- Paula Leoncini como Nujer de Werner.
- Liana Mancilla como Mujer Desnuda.
- Javier Silva como Chofer de "Boca Negra".
- Andrés Aliaga como Guardaespaldas.
- Alberto Navarrete como Prefecto (voz).
- Mauricio Torrex como Alumno de Arte 1.
- René Núñez como Alumno de Arte 2.
- Eugenia Santibáñez como Alumna de Arte 1.
- Alejandra Rase como Alumna de Arte 2.
- Carola Chávez como Alumna de Arte 3.
- Leslie Fernámdez como Alumna de Arte 4.